# 고형 폐기물 연료
고형 폐기물 연료는 비닐, 목재, 종이 등 가연성 물질만을 걸러내어 건조, 성형 과정을 거쳐 생성된 고효율의 고체 연료이다. 코르크 형태로 제작돼 화력발전소 등의 보조연료로 사용된다. RDF는 발열량이 높은 쓰레기로 이루어져 불에 태울 때 고른 화력을 발생시키므로 전용발전소, 산업용 보일러 등에서 다양하게 이용되며, 각 지역 난방회사 등에서 일반 가정의 난방열로 공급하기도 한다. 영어로는 SRF(Solid refuse fuel, Solid recovered fuel)라고 불린다. 폐기물 재생 연료(RDF, Refuse-derived fuel)의 일종이다.
SRF 및 Bio SRF의 제조원료 및 제조형태는 아래 그림과 같다. SRF 연료제품은 특히 연소 과정에서 대기오염을 가중시키는 여러 가지 유해물질을 배출한다. 이에 대한민국 환경부는 수도권 사용을 제한하고 있다. 2018년 12월 27일 '신에너지 및 재생에너지 개발·이용·보급 촉진법' 개정안이 국회 본회의를 통과되었다. 이 법에 따라 SRF는 신재생에너지에서 제외되고 신재생 공급인증서(REC) 발급도 받을 수 없게 되었다.

## 사진

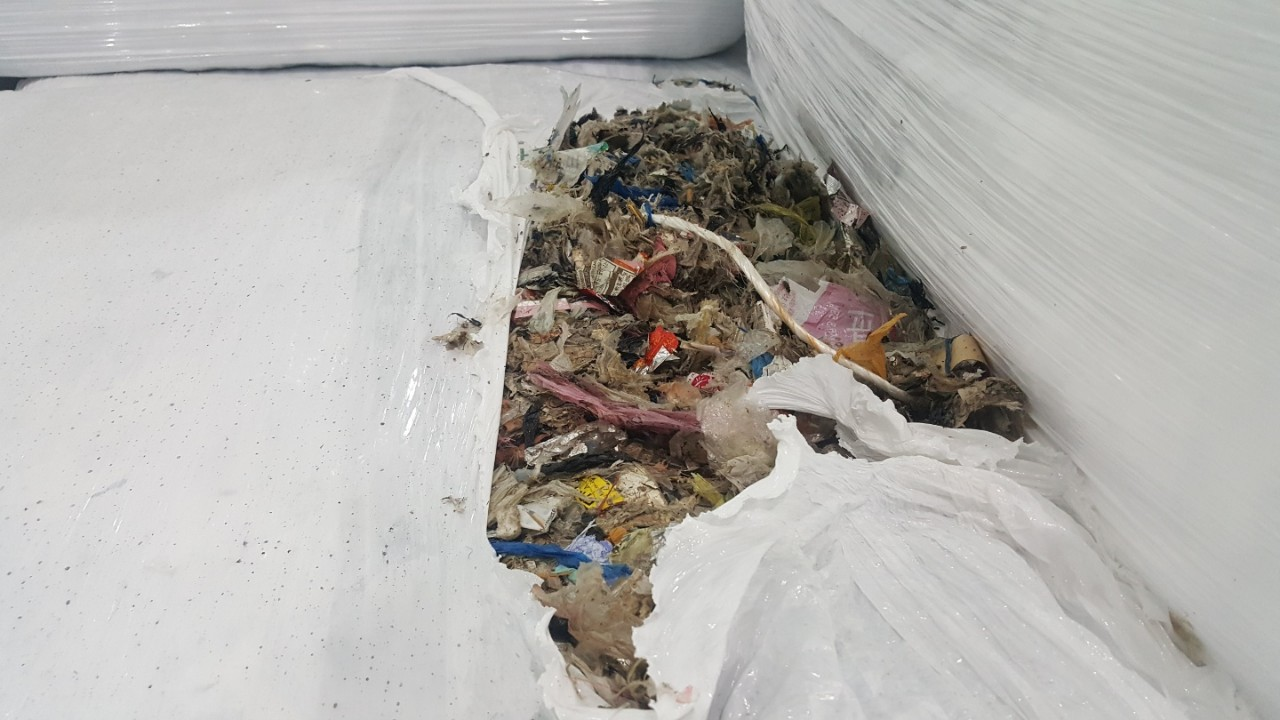
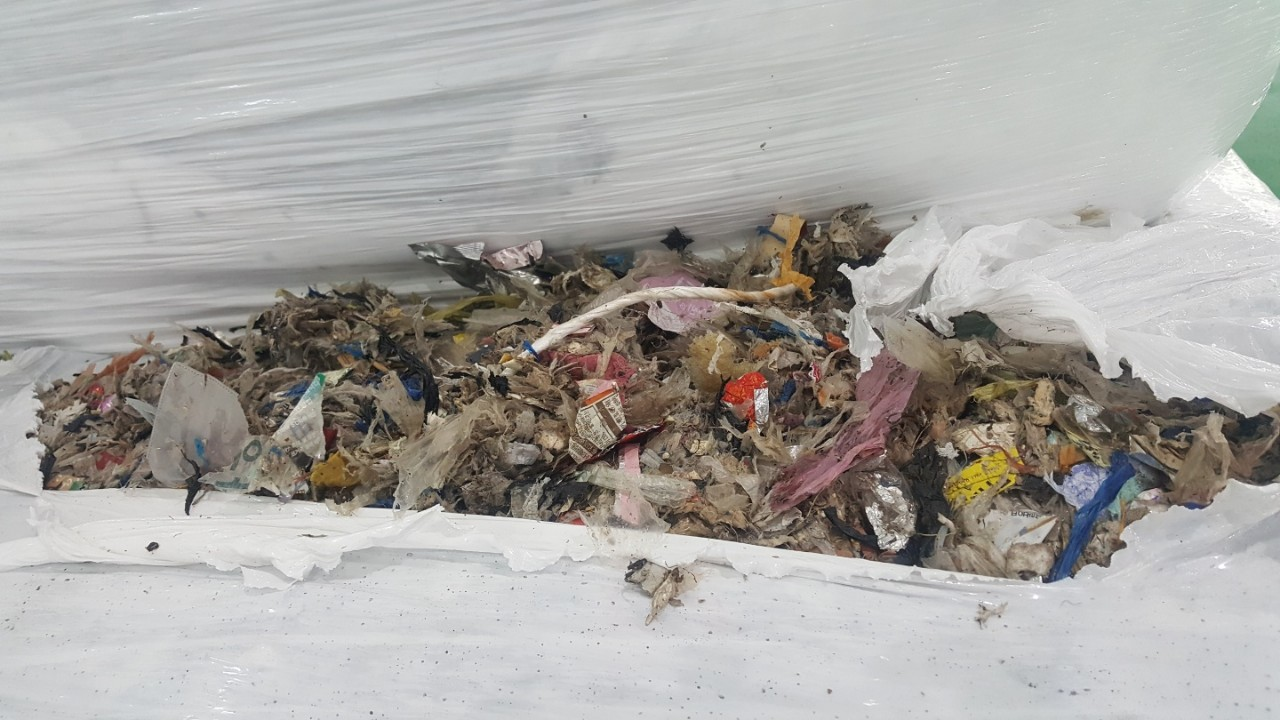
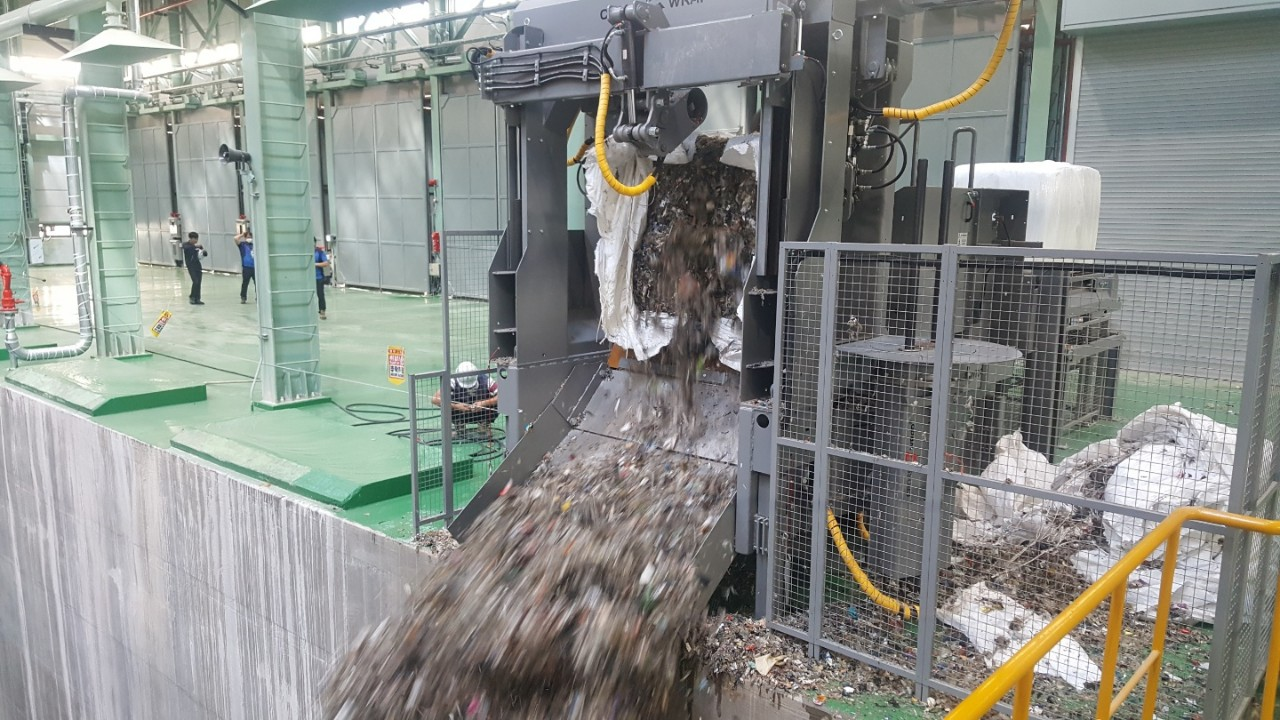
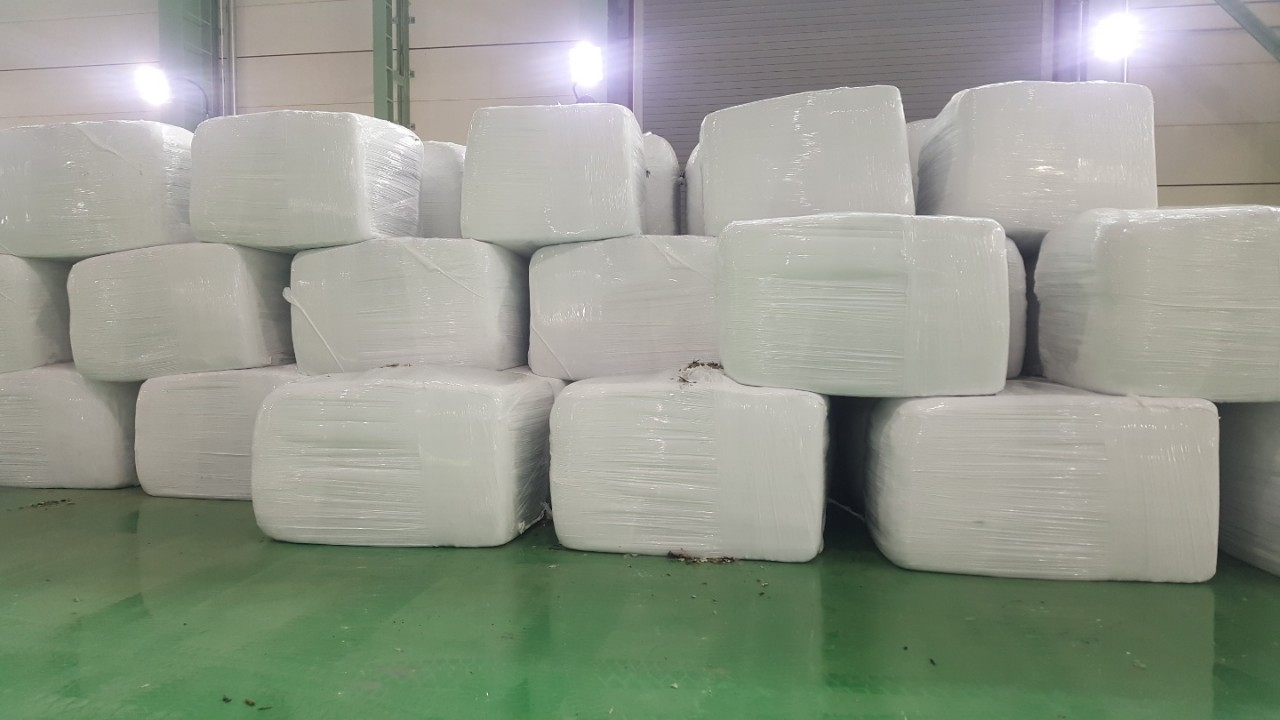